# Čeda Milosavljević
Čedomir Čeda Milosavljević (en serbe cyrillique : : Чедомир Чеда Милосављевић ; né le 6 avril 1898 à Stojnik - mort le 30 novembre 1941 à Zlatibor), était un professeur et un Partisan communiste qui s'est battu en Yougoslavie contre les nazis lors de la Seconde Guerre mondiale.

## Biographie
Čedomir Milosavljević est né le 6 avril 1898 dans le village de Stojnik, près de Sopot, sur le mont Kosmaj. Il effectua ses études élémentaires dans son village natal puis fréquenta l'École des professeurs de Belgrade. Au début de la Première Guerre mondiale, en 1914, il s'engagea comme volontaire dans l'armée du royaume de Serbie et accompagna sa retraite à travers l'Albanie. En 1915, il se retrouva sur l'île de Corfou puis passa en France. Il y poursuivit et acheva ses études de professeur et fréquenta la jeunesse socialiste du pays. En 1919, il rentra dans son pays natal qui était devenu le royaume des Serbes, Croates et Slovènes et devint membre du Parti communiste de Yougoslavie (en serbe : Komunistička partija Jugoslavije ; en abrégé : KPJ). Après l'interdiction du Parti, en tant que professeur, il fut muté dans les régions les plus reculées de Serbie. 
En 1940, après l'établissement de relations diplomatiques entre le royaume de Yougoslavie et l'Union des républiques socialistes soviétiques, il participa à la création de l'Association des amitiés Yougoslavie-URSS, dont il devint secrétaire.
Après le déclenchement de la guerre d'avril, en 1941, et après la capitulation et l'invasion du royaume par les nazis, Čedomir Milosavljević contribua à préparer le soulèvement armé des régions de l'Azbukovica et de la Rađevina. En juin 1941, avec Miša Pantić et le combattant de la guerre d'Espagne Žikica Jovanović Španac, il créa le Bataillon des Partisans de la Rađevina (Rađevačka partizanska četa), organisation qui fut plus tard intégrée au Détachement des Partisans de Valjevo (en serbe : Valjevski partizanski odred). 
Avec le Bataillon de la Rađevina, le 7 juillet 1941, il participa à Bela Crkva, près de Krupanj, au premier acte d'insurrection des Partisans contre l'occupant nazi. Au sein du bataillon, il devint membre du commandement politique et militaire et secrétaire de la cellule du Parti. En septembre 1941, il devint commissaire politique du bataillon, désormais intégré au Détachement de Valjevo. 
Au cours d'un combat contre les Allemands près de Ljubovija, Čeda Milosavljević fut gravement blessé et transporté à l'hôpital des Partisans d'Užice. Fin novembre 1941, à cause des attaques nazies de plus en plus pressantes, l'hôpital fut évacué plus au sud, à Zlatibor. Le 30 novembre 1941, la 342e division d'infanterie allemande s'empara de l'hôpital et Čeda Milosavljević fut tué en même temps que 150 Partisans blessés.
En juillet 1951, dans l'ensemble mémoriel de Bela Crkva, un monument a été érigé en son honneur, œuvre du sculpteur Stevan Bodnarov.